# George William Allan
Georg William Allan, född den 9 januari 1822, död den 24 juli 1901, var en kanadensisk politiker.
Allan reste över hela världen och blev invald i Royal Geographic Society. 1855 valdes han till borgmästare i Toronto.